# Grand Suc
Le Grand Suc est un sommet d'origine volcanique culminant à 1 278 m d'altitude. C'est un cône volcanique égueulé de type strombolien.

## Géographie
Le Grand Suc constitue, avec le Petit Suc, les monts Breysse dont il est le point culminant, dans les monts du Velay au sein du Massif central.
Il domine les communes d'Alleyrac au sud-ouest et de Présailles à l'est dans le département de la Haute-Loire. Il possède un cratère égueulé en direction d'Alleyrac.